# Angelina (Hall & Oates)
Angelina è il sedicesimo album del duo Hall & Oates, pubblicato nel 1999.

## Tracce
1. Angelina – 2:39
2. Lemon Road – 2:46
3. Deep River Blues – 2:40
4. Perkiomen – 2:37
5. A Lot of Changes Coming – 3:14
6. I'll Be By – 3:03
7. The Reason Why – 3:05
8. If That's What Makes You Happy – 2:49
9. In Honour of a Lady – 2:23
10. The Provider – 2:39
11. They Needed Each Other – 3:40
12. Past Times Behind – 3:05
13. A Truly Good Song – 3:46
14. Over the Mountain – 2:29
15. Rose Come Home – 3:20
16. Seventy – 3:00
17. I'm Really Smokin' – 2:18
18. Everyday's a Lovely Day – 2:33
19. Christine – 1:39
20. Flo Gene – 2:10